# Přívoz Nadryby

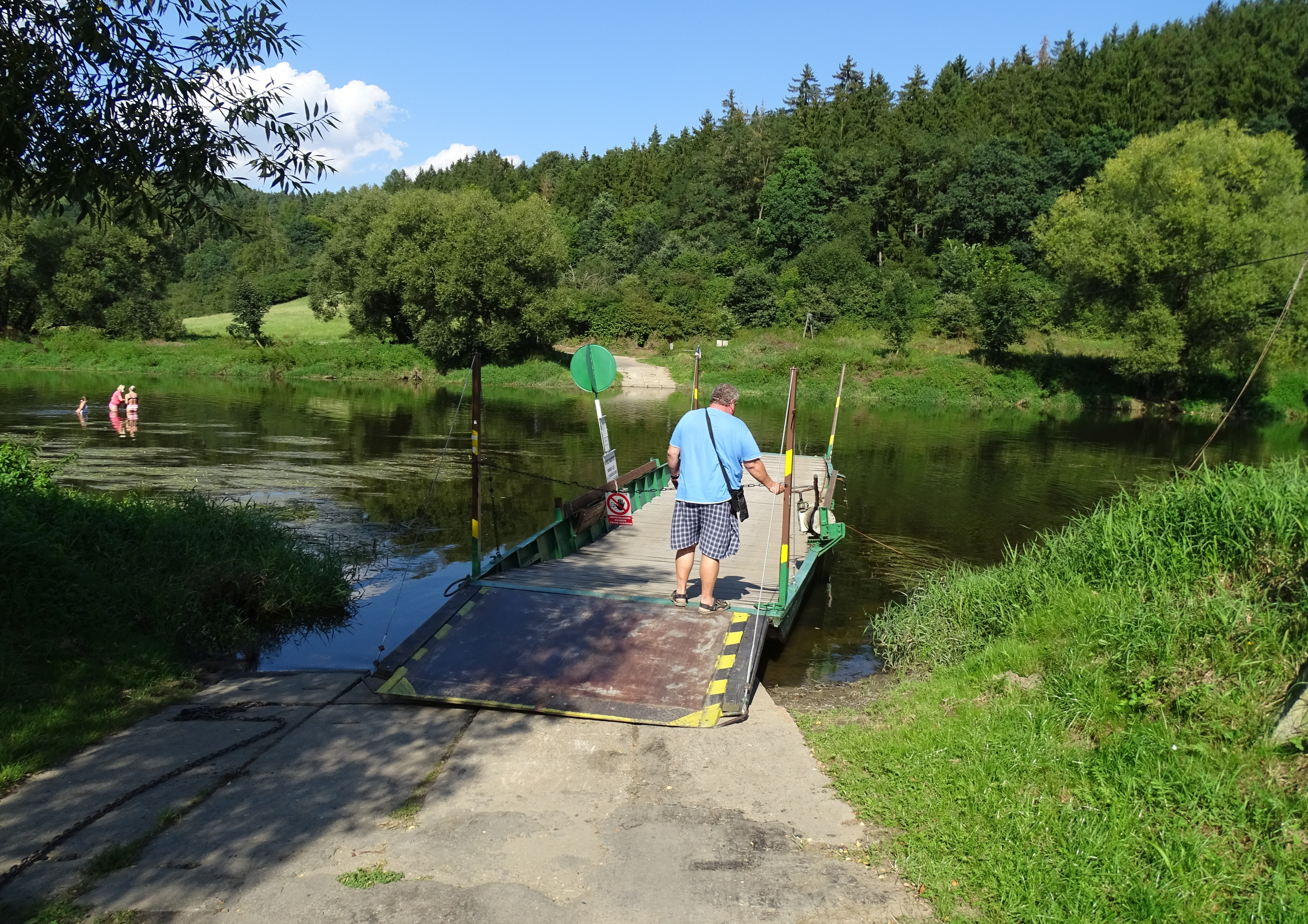
Přívoz Nadryby v srpnu 2016

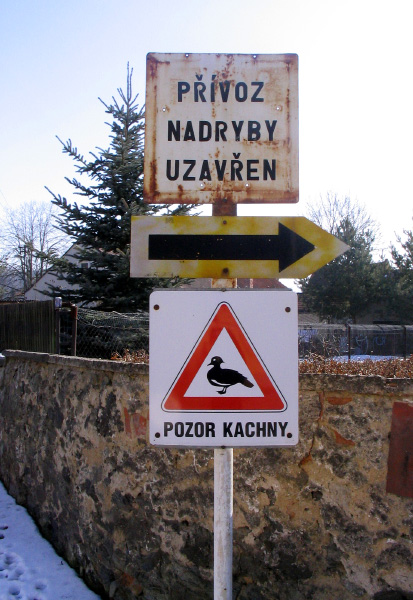
Snímek z roku 2006, kdy přívoz mimo letní sezónu nebyl v provozu

Přívoz Nadryby spojuje vesnici Nadryby v okrese Plzeň-sever a kempy na levém břehu Berounky s červeně značenou pěší turistickou trasou na pravém břehu Berounky.
Jde o kovovou loď, která je jištěna řetězem na vodicím laně a poháněna ručním odrážením bidlem a proudem řeky. Přepravuje osoby i osobní automobily.
Provoz byl sezónní od června do září od 9 do 17 hodin, denně kromě úterý dopoledne a pondělí. Od září 2013 inzeruje obec celoroční provoz přívozu, a to od dubna do září denně od 8:30 do 18:30 hodin, v ostatních měsících denně kromě pondělí od 9 do 16 hodin.
Vlastníkem je obec Nadryby, provozovatelem je rejdař Ing. Miroslav Schubert MS-Soft. Stálým převozníkem je od roku 2001 pan František Tichý z pražského Spořilova, převozní zkoušky si v souvislosti s tímto přívozem udělalo v roce 1995 celkem 7 lidí. Denně přívoz přepraví v průměru od 4 do 10 aut.

## Historie
První zmínky o přívozu jsou z 12. století.
V roce 1995 byl přívoz předán okresní správou silnic do vlastnictví obci Nadryby, přitom byl pro špatný stav prámu zastaven provoz. Obnoven byl v červnu 2000. Po smrti pana Františka Tichého nebyl přívoz v sezoně 2008 v provozu.[zdroj?] V sezoně 2009 byl provoz obnoven.
Pro stavbu stožárů nesoucích vodicí lano byly použity vyřazené kolejnice vyrobené kladenskými hutěmi v roce 1893. V polovině devadesátých let dvacátého století přívoz rekonstruovala firma Výtahy DSD MET s. r. o.
Přívoz funguje plně v režii obce, kraj na jeho provoz nepřispivá. Pro rok 2019 obec požádala kraj o dotaci na opravdu služebny a prámů. Celkové náklady jsou kolem 300 tisíc korun, z toho kraj přispěl 220 tisíci korunami na opravu služebny, nájezdy a lana.